# Așoka
Așoka (304 - 232 î.Hr.), nepotul lui Chandragupta, a fost al treilea și cel mai mare conducător al Imperiului Maurya. A dus imperiul la extindere maxima cucerind nenumărate ținuturi printre care și regiunea Kalinga (estul Indiei), cucerită după o bătălie extrem de sângeroasă, în urma cărora au murit peste o sută de mii de oameni. O legendă spune că apele râului Daya, de lângă câmpul de luptă s-au înroșit de sânge. Așoka era hindus, dar după această bătălie a ridicat principiul non-violenței (ahisma) și s-a convertit la budism. Potrivit unei povești de pocăință, care seamănă cu cea a bunicului său care s-a convertit la jainism, Așoka avea remușcări din cauza distrugerilor și vărsării de sânge din războiul din Kalinga, renunțând la violență și îmbrățișând modul de viață pașnic al budismului. De altfel, el a sprijinit și a consolidat budismul făcându-l o religie puternică prin mai multe mijloace:
- a dat edicte prin care dădea drepturi budiștilor;
- a construit mai multe stupe sau sanctuare pentru a păstra relicvele budiste;
- a construit în toată India stâlpi de piatră inscripționați cu mesaje de ordin moral și religios pentru popor;
- a construit numeroase temple budiste, printre care se numără Templul Mahabodhil;
- a convocat Al treilea Conciliu budist, la care a participat în calitate de monah, conciliu organizat pentru a remedia problemele dogmatice de ordin monahal;
- a trimis misionari budiști în Asia de Sud-Est, Sri Lanka, Asia Centrală, Nepal, Bangladesh, chiar și în unele regate elenistice;

Așoka a murit în anul 232 î.Hr și a rămas în istoria Indiei și istoria universală de altfel, ca unul dintre cei mai corecți și mai iubiți monarhi din istorie.

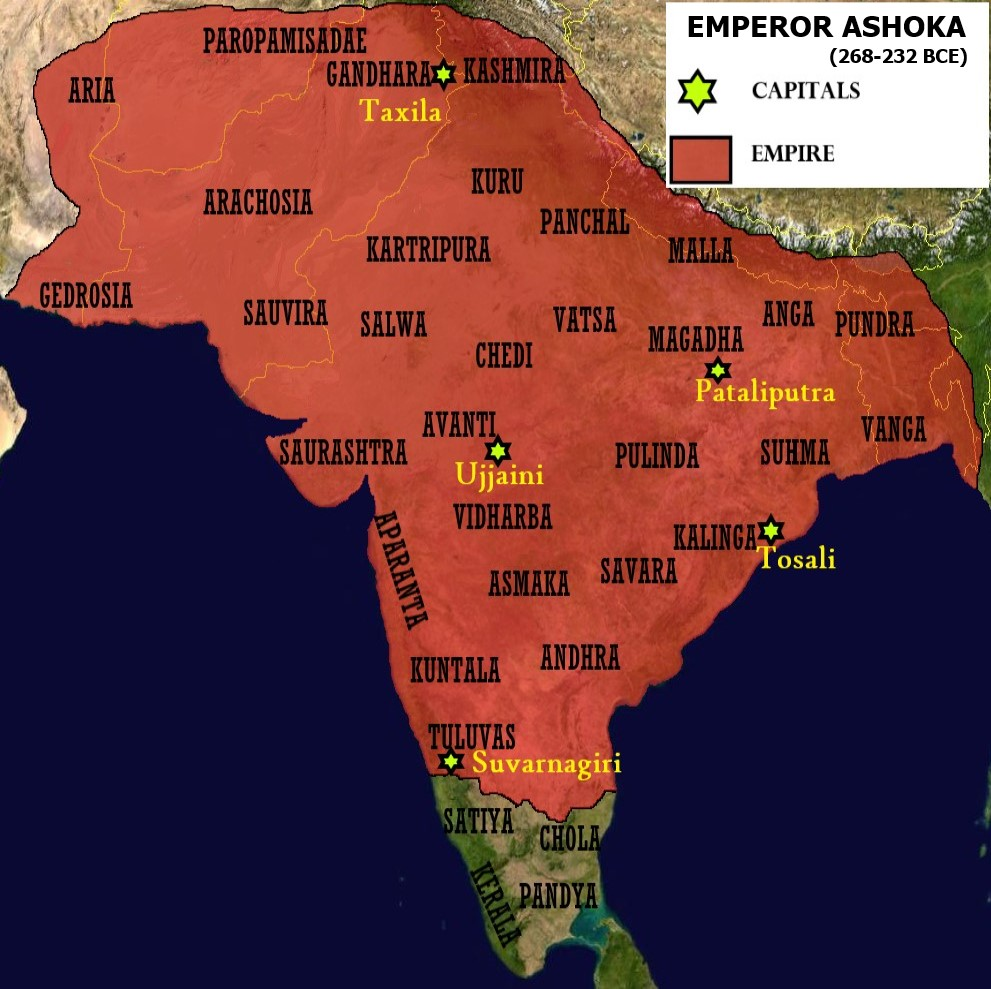
Imperiul Așoka